# JS B 3/4
Die A3T 301–375 der Jura-Simplon-Bahn (JS) ist eine Schlepptender-Dampflokomotive mit einer Dreizylinder-Nassdampf-Verbundmaschine, welcher ab 1896 in der Schweizerischen Lokomotiv- und Maschinenfabrik (SLM) in Winterthur gebaut wurde. Die jungen Schweizerischen Bundesbahnen bauten nahtlos an die JS Serie eine weitere Serie nach, sodass diese Baureihe insgesamt 147 Dampflokomotiven umfasste. Die JS Lokomotiven A3T mit den Nummern 301–375 erhielten bei den SBB die Nummern 1601–1675 und die Bezeichnung B 3/4. Die Nachbauten der SBB erhielten die anschliessenden Nummern 1676–1747.
Das Haupteinsatzgebiet dieser Lokomotiven waren Schnell-, Personen- und leichte Güterzüge, wobei die Schnellzugsleistungen mit den 1902 Aufkommenden JS A 3/5, der späteren SBB A 3/5 Serie 700, abnahmen. Die B 3/4 wurden auf dem ganzen Netz der JS, dann zusammen mit den Nachbauten der SBB in allen SBB Kreisen eingesetzt.
Dies Lokomotivserie diente schon bald als Grundlage für den ab 1905 erfolgten Bau der weitgehend baugleichen Heissdampf-Zweizyllinder Schlepptender-Dampflokomotiven SBB B 3/4 1301–1369.
Sie wurden ab 1923 sukzessive ausrangiert. Ein Exemplar fand Verwendung als Motorspritzwagen. Mit dem Verkauf von fünf Einheiten in die Niederlande im Jahre 1945 verschwanden die letzten Lokomotiven dieses Typs von den Schweizer Schienen. Von den Dampflokomotiven B 3/4 1601–1747 existiert heute kein Exemplar mehr.
Die Lokomotiven mit der Bezeichnung A3T oder B 3/4 der JS Vorgänger-Eisenbahngegsellschaften SOS (Nummern 201–204) und JBL (Nummern 205–222) sowie der SBB (Nummern 1301–1369) und deren anderen Vorgängerbahnen NOB (Nummern 171–192), SCB (Nummern 111–117, 201...225) und VSB (Nummern 101–115) sind nicht Teil dieses Artikels.

## JS A3T 301–375, später SBB B 3/4 1601–1675

### Geschichte
Dank dem bereits 1875 und 1886 bei der Nordostbahn und Nationalbahn erfolgreich angewendeten Lokomotivtyp Mogul, profitierten 1887 unter anderem auch die Suisse-Occidentale-Simplon Bahn von diesen Erfahrungen und bestellten vier Lokomotiven dieses Typs: A3T Nummer 91–94, später JS A3T Nummer 201–204 und ab 1903 SBB B 3/4 Nummer 1421–1424. Als Ersatz der in die Jahre gekommenen und dem gesteigerten Verkehr nicht mehr gewachsene Lokomotiven des Typs Stephenson und Bourbonnais wurde der Loktyp A3T von der JS als Standard festgelegt. Es galt, weitere Loks dieses Typs zu bestellen und gleichzeitig deren Leistung zu erhöhen. Die Schweizerischen Lokomotiv- und Maschinenfabrik Winterthur SLM entwarf und baute ab 1896 in einer Stückzahl von 75 Exemplaren die 45 t schwere vielseitig einsetzbare Schlepptenderlokomotive A3T, Nummern 301–375.

### Konstruktion
Für den Entwurf dieses Loktyps waren folgende Punkte massgebend:
- Erhöhung des Adhäsionsgewichts der drei Kuppelachsen auf das Maximum von 45 t
- Vergrösserung des Kessels, der Feuerbüchse und der Rostfläche. Erhöhung des Kesseldrucks auf 14 Atm
- Möglichst ruhiger und sicherer Lauf bis zur Höchstgeschwindigkeit von 75 km/h
- Beseitigen der Anfahrschwierigkeiten, wie sie vor allem bei Zweizylindermaschinen vorkommen
- Reduktion der Zylindergrösse durch Vermehrung derselben
- Verbundwirkung, die ohne Anfahrvorrichtungen auskommt und einer Zwillingsmaschine in keiner Weise nachsteht
- Erhöhte Kohlen- und Wasservorräte des Tenders
- Es wird verlangt, ein Zugsgewicht von 200 t auf einer Strecke mit 20 ‰ Neigung mit einer Geschwindigkeit von 30 km/h zu befördern.

Die Lokomotiven JS B 3/4 standen auf einem Innenrahmen. Die Tragfedern der Kuppelachsen waren unterhalb der Achslager aufgehängt und diejenigen der Laufachse über der Achslager. Die Laufachse war nach System Adams mit einer Spiralfederabstützung ausgebildet. Die Rückstellung in die Mittellage der Laufachse erfolgte durch Keil-Auflageflächen. Während bei Lok Nr. 301 der Laufraddurchmesser 1030 mm betrug, wiesen die übrigen Lokomotiven Nrn. 302–375 einen Laufraddurchmesser von 850 mm auf. Alle Lokomotiven waren mit der Westinghousebremse ausgerüstet, welche ebenfalls auf den Schlepptender wirkte. Die Triebradbremse wurde bei den ersten Maschinen der Serie über ein äusseres Gestänge angesteuert. Dieses Gestänge wurde später innenliegend angebracht.
Bei dieser Baureihe wurde schweizweit erstmals serienmässig eine Weyermanns'sche Dreizylinder-Verbundmaschine (Rudolf Weyermann war Maschinenmeister der JS) angewendet. Vorreiter dieser Ausführung spielte dabei die GB A 3/5 Nr. 201, welche versuchsweise mit einer Maschinenanordnung ähnlich der JS B 3/4 ausgerüstet wurde.
Die Nassdampf-Dreizylinder-Verbundmaschine wurde mittels der Steuerung des Typs Heusinger angesteuert. Die Umsteuerung geschah unverändert auf alle drei Zylinder gemeinsam. Der Antrieb war nach Bauart de Glehn ausgebildet. Das heisst, die erste und zweite Achse wurden von Kolbenstangen angetrieben. Dabei trieb der zwischen dem Rahmen gelagerte und im Verhältnis 1:20 geneigte Hockdruck-Innenzylinder die erste und die beiden waagrechten Niederdruck-Aussenzylinder die zweite Achse an. Die Hoch- und Niederdruckzylinder wiesen annähernd den gleichen Durchmesser und eine Kurbelversetzung von 120 Grad auf. Der Hochdruckzylinder hatte 60 % und die beiden Niederdruckzylinder 40 % der Leistung zu bewältigen. Gegenüber den Aussenzylindern wies der Innenzylinder infolge der bis zum Stossbalken vorgezogenen Position, der Wirkung auf die erste Kuppelachse (welche als Kropfachse ausgebildet war) und der entsprechend kurzen Baulänge keine durchgeführte Kolbenstange auf.
Ein Ricour-Saugventil, angeordnet auf dem Kesselscheitel vor dem Kamin, belüftete alle drei Zylinder gemeinsam und sorgte einerseits für einen ruhigeren Leerlauf und vermied andererseits einen Überdruck.
Der Kessel trug den Dampfdom, dessen Schieberregulator wie bei den JS Ec 3/4 über einen äusseren Zug, mit einem langen, seitlich und über die Feuerbüchse angeordneten Hebel betätigt wurde. Die Dampfableitung wurde zu Beginn mit einem einzelnen und später mit einem doppelten Rohr ausgerüstet. Die Lokomotiven arbeiteten mit einem Dampfdruck von 14 Atm Druck. Das direkt belastete Sicherheitsventil des Typs Ramsbottom befand sich direkt über der Feuerbüchse. Die Feuerbüchse kam hinter den beiden hinteren gekuppelten Achsen zu stehen. Diese war mit einem Kipprost ausgestattet, was das Entschlacken erleichterte. Die Ein- und Überstromrohre befanden sich in der Rauchkammer. Die Rauchkammer konnte über die Rauchkammertür erreicht werden. Die Rauchkammertür konnte mittels mittig angebrachtem Verschluss geöffnet werden. Der Sanddom war ebenfalls auf dem Kessel angebracht. Die Betätigung der Streuvorrichtung erfolgte einerseits mittels Handzug und bei Loks 301–360 zudem mittels Dampf nach System Gresham. Die Loks 361–375 und später auch die vorherigen Exemplare erhielten eine Druckluftbetätigung nach System Leach. Auffallend am Kessel war die stahlblaue Kesselverkleidung ohne Anstrich, welche damals Regel an allen Dampflokomotiven war.

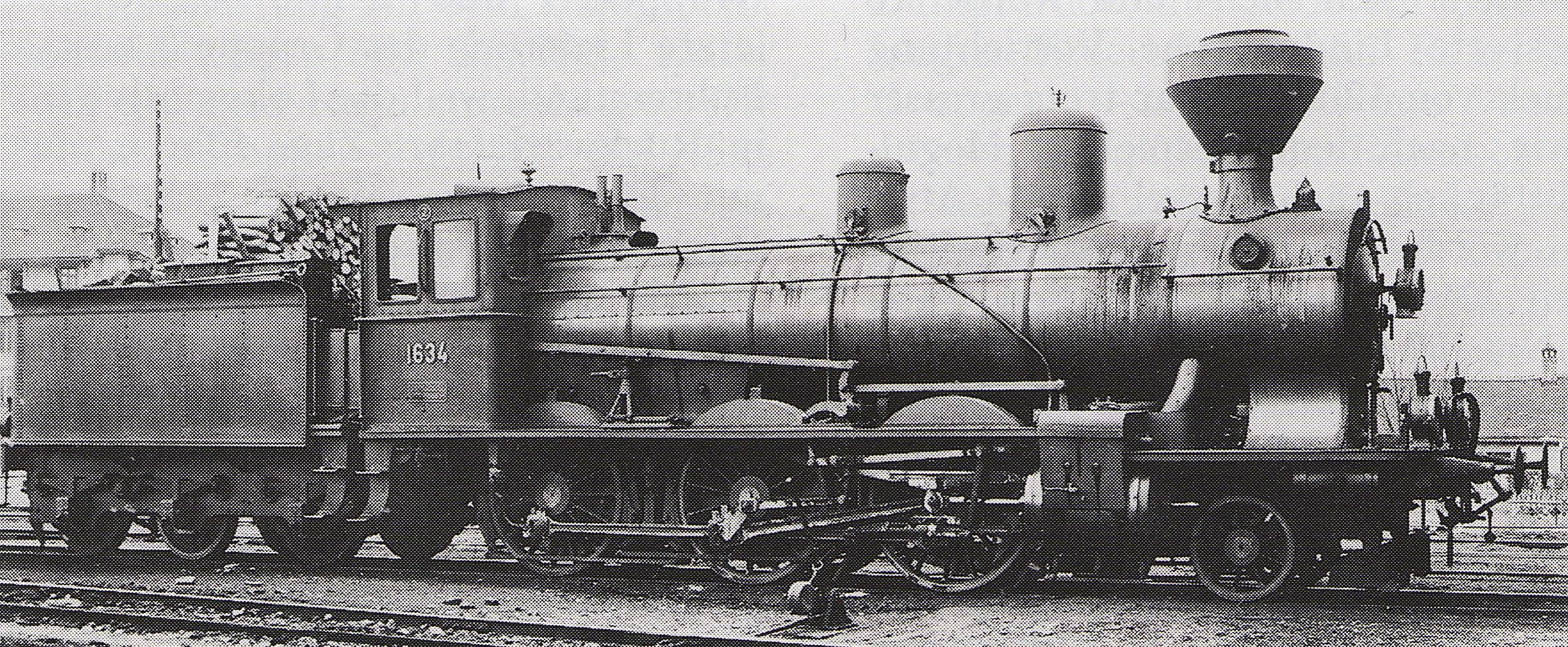
SBB B 3/4 1634, ehemals JS A3T 334 mit Funkenschutzkamin und aussenliegendem Bremsgestänge.

 Dem Lokführer stand zum Ablesen der Fahrgeschwindigkeit ein Hausshälter'scher Geschwindigkeitsmesser zur Verfügung. Die Loklaternen waren vor der Rauchkammertür auf dem Umlaufblech (untere Laternen) und auf dem Kesselscheitel (obere Spitzenlaterne) angebracht. Das Umlaufblech wurde durch den Zylinderblock unterbrochen, wobei der vordere Bereich des Umlaufblechs tiefer als der unter dem Kessel befindliche Bereich ausgerichtet wurde. Im vorderen Bereich des Umlaufblechs waren beidseitig Aufstiegstritte angebracht. Typisches Merkmal der JS-Maschinen waren die Radkappenbleche.
Jede Lok trug ihre Nummer mit verchromten Ziffern seitlich aussen am Führerhaus und seitlich am Tender. Später wurden die Loknummern am Tender auch hinten angebracht. Zudem war ein gegossenes Nummernschild am Kamin vorhanden. Die ebenfalls gegossenen SLM-Werkschilder waren jeweils unter der Loknummer am Führerhaus angebracht.
Der Schlepptender war bei der Lok Nr. 301 zuerst zwei-, bei den übrigen Maschinen Nrn. 302–375 ab Werk dreiachsig aufgebaut. Letztere fassten einen Wasservorrat von 11,7 m3 und einen Kohlenvorrat von 5 t. Die Wasserkasten waren seitwärts platziert, der Kohlekasten hinter dem Führerstand. Ferner war eine 12-klötzige Spindelbremse vorhanden.
Die Belastungsnorm dieser Loks lag auf ebener Bahn zwischen 360 und 900 t und 140 bis 160 t auf 25 ‰ Steigung. Die A3T 301–375 besassen eine Zugkraft von 6750 kg und eine Leistung von 875 PS bei einer Geschwindigkeit von 35 km/h.

### Einsatz

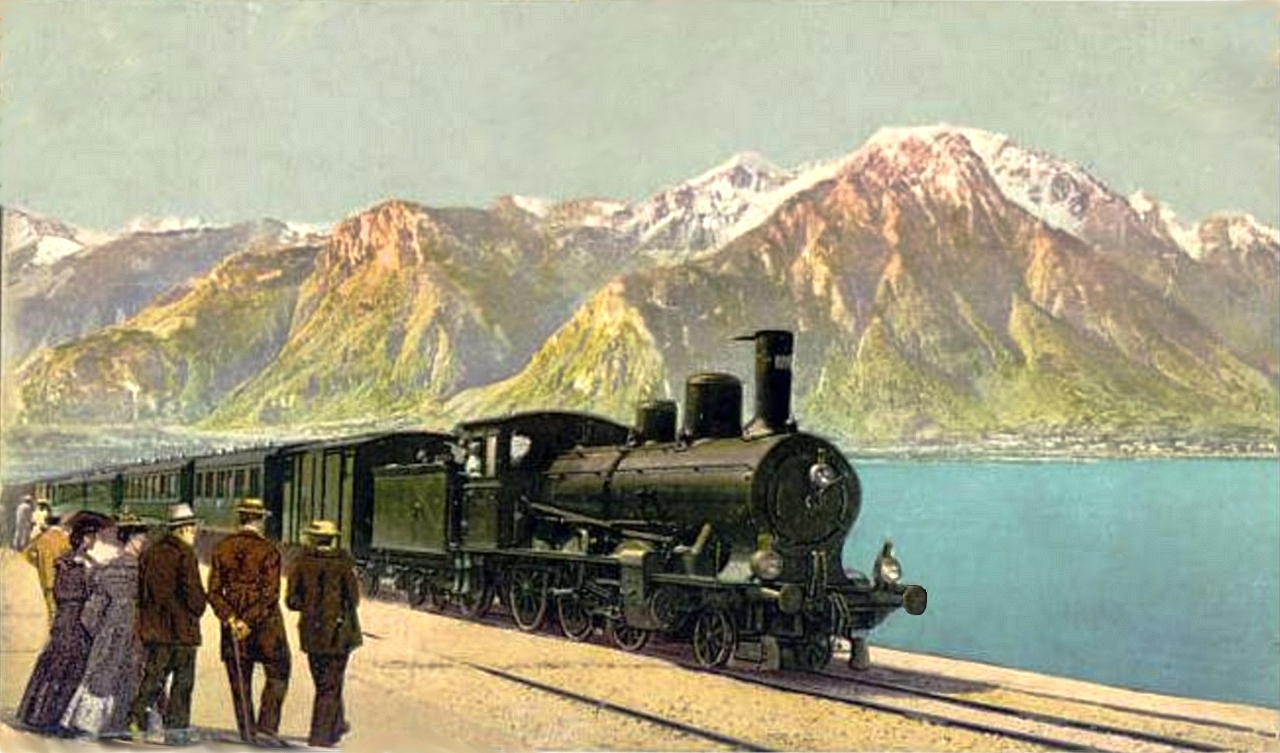
Postkartenmotiv mit JS A3T

Die erste Lok dieser Serie, Nr. 231 – die spätere Nr. 301, wurde im Oktober 1896 abgeliefert und gelangte zu Versuchs- und Probefahrten in die Depots Luzern und Delémont. Ab dem 1. Juni 1897 stand sie im Depot Fribourg im Einsatz. Diese Lok ist zeitgleich die 1000. von der SLM gebaute Lokomotive. Einer anderen Ehre kam die Lok Nr. 336. Dieses Exemplar wurde 1900 an der Weltausstellung in Paris gezeigt.
Bis zur Ablieferung der 3/5-gekuppelten Schnellzugslokomotiven, führten die JS B 3/4 die Schnell-, Personen- und leichte Güterzüge auf dem Netz der Jura-Simplon Bahn. Mit Übernahme der JS durch die SBB erweiterte sich das Einsatzgebiet der JS B 3/4 auf das ganze SBB-Netz. Auch noch unter SBB-Hoheit konnten die B 3/4 vor Fern- und Nachtzügen gesichtet werden, da diese Kompositionen je nach Verbindung kurz ausfielen. Lokomotiven Die JS B 3/4, respektive A3T, Serie 301–375 bewährte sich in Sachen Leistung und Wirtschaftlichkeit insofern, dass der Loktyp in insgesamt 147 Stück gebaut wurde (JS und Nachbau der SBB), was der grössten Dampflokserie der SBB entsprach. Die Dreizylinder-Verbundmaschine sorgte für einen ruhigen Lauf und eine ausgeglichene Masse. Starke Längszuckungen wie bei Zwillingsmaschinen oder einen unruhigen Lauf im oberen Geschwindigkeitsbereich wie bei Vierzylinder-Verbundmaschinen wurden vermieden.
Mit Eingliederung der Loks 301–375 in die Schweizerischen Bundesbahnen, wurden die JS-Maschinen neu mit den Nummern 1601–1675 versehen. Die Kreiszuteilung der Loks sah zusammen mit den von den SBB nachbestellten B 3/4 1676–1747, folgendermassen aus:
- 1635–1663, 1684–1690, 1701–1707, 1723–1725, 1740–1747: Kreis I (Lausanne)
- 1603–1634, 1691–1700, 1726–1731: Kreis II (Basel)
- 1708–1719, 1732–1739: Kreis III (Zürich)
- 1664–1683, 1720–1722: Kreis IV (St. Gallen)
- 1601–1602: Kreis V (Luzern)

Die Kreiszugehörigkeit wurde am Führerhaus jeder Lok mit einem runden Schild gekennzeichnet. Der Unterhalt der Lokomotiven wurde in den Werkstätten Yverdon, Biel sowie Olten und Rorschach getätigt.

### Verbleib
Mit der einsetzenden Elektrifizierung des SBB-Netzes ab 1919 wurden den B 3/4 die Existenzgrundlage fortlaufend entzogen. Der Grossteil aller Lokomotiven wurde ab 1923 nach ca. 25 bis 30 Betriebsjahren bereits ausrangiert und anschliessend abgebrochen. Die Lokomotiven Nrn. 1608 (JS 308) und 1617 (JS 617) gelangten zusammen mit den SBB-Maschinen Nrn. 1695, 1721 sowie 1729 und verschiedenen anderen SBB-Dampflokomotiven nach Auflösen der Dampflok-Kriegsreserven im Jahre 1945 in die Niederlande. Dort wurden die Lokomotiven als NS 3001–3005 eingesetzt.
| JS-Nummer | SBB-Nummer | SLM-Fabriknummer | Baujahr | Ausrangierung | Verbleib                                 | Bemerkungen |
| --------- | ---------- | ---------------- | ------- | ------------- | ---------------------------------------- | --- |
| 301       | 1601       | 1000             | 1896    | 1925          | Abbruch                                  | - 1000. Lok der SLM - Vor der Übergabe an die JS mit der Nummer 231 versehen - Zu Beginn vollständig olivgrüner Anstrich und rote Filets - Tender zu Beginn zweiachsig |
| 302       | 1602       | 1090             | 1898    | 1929          | Abbruch                                  | - Erhielt als Lok 1602 als Einzige aller B 3/4 einen zweiten Kessel, kein Überhitzer                                                                                   |
| 303       | 1603       | 1091             | 1898    | 1925          | Abbruch                                  | |
| 304       | 1604       | 1092             | 1898    | 1928          | Abbruch                                  | |
| 305       | 1605       | 1093             | 1898    | 1924          | Abbruch                                  | |
| 306       | 1606       | 1094             | 1898    | 1925          | Abbruch                                  | |
| 307       | 1607       | 1095             | 1898    | 1936          | Abbruch                                  | |
| 308       | 1608       | 1096             | 1898    | 1945          | Verkauf in die Niederlande, dort NS 3001 | - Kriegsreserve der SBB bis Ende des Zweiten Weltkrieges |
| 309       | 1609       | 1097             | 1898    | 1928          | Abbruch                                  | |
| 310       | 1610       | 1098             | 1898    | 1925          | Abbruch                                  | |
| 311       | 1611       | 1099             | 1898    | 1928          | Abbruch                                  | |
| 312       | 1612       | 1100             | 1898    | 1926          | Abbruch                                  | |
| 313       | 1613       | 1101             | 1898    | 1928          | Abbruch                                  | |
| 314       | 1614       | 1102             | 1898    | 1928          | Abbruch                                  | |
| 315       | 1615       | 1103             | 1898    | 1925          | Abbruch                                  | |
| 316       | 1616       | 1171             | 1899    | 1929          | Abbruch                                  | |
| 317       | 1617       | 1172             | 1899    | 1945          | Verkauf in die Niederlande, dort NS 3002 | - Kriegsreserve der SBB bis Ende des Zweiten Weltkrieges |
| 318       | 1618       | 1173             | 1899    | 1928          | Abbruch                                  | |
| 319       | 1619       | 1174             | 1899    | 1925          | Abbruch                                  | |
| 320       | 1620       | 1175             | 1899    | 1936          | Abbruch                                  | |
| 321       | 1621       | 1176             | 1899    | 1926          | Abbruch                                  | |
| 322       | 1622       | 1177             | 1899    | 1925          | Abbruch                                  | |
| 323       | 1623       | 1178             | 1899    | 1925          | Abbruch                                  | |
| 324       | 1624       | 1179             | 1899    | 1936          | Abbruch                                  | |
| 325       | 1625       | 1180             | 1899    | 1926          | Abbruch                                  | |
| 326       | 1626       | 1181             | 1899    | 1925          | Abbruch                                  | |
| 327       | 1627       | 1236             | 1900    | 1925          | Abbruch                                  | |
| 328       | 1628       | 1237             | 1900    | 1937          | Abbruch                                  | |
| 329       | 1629       | 1238             | 1900    | 1931          | Abbruch                                  | |
| 330       | 1630       | 1239             | 1900    | 1925          | Abbruch                                  | |
| 331       | 1631       | 1240             | 1900    | 1928          | Abbruch                                  | |
| 332       | 1632       | 1241             | 1900    | 1925          | Abbruch                                  | |
| 333       | 1633       | 1242             | 1900    | 1925          | Abbruch                                  | |
| 334       | 1634       | 1243             | 1900    | 1923          | Abbruch                                  | |
| 335       | 1635       | 1244             | 1900    | 1928          | Abbruch                                  | |
| 336       | 1636       | 1271             | 1900    | 1925          | Abbruch                                  | - 1900 ausgestellt an der Pariser Weltausstellung, Führerhaus und Tender olivgrün gestrichen                                                                           |
| 337       | 1637       | 1272             | 1900    | 1933          | Abbruch                                  | |
| 338       | 1638       | 1273             | 1900    | 1925          | Abbruch                                  | |
| 339       | 1639       | 1274             | 1900    | 1925          | Abbruch                                  | |
| 340       | 1640       | 1275             | 1900    | 1936          | Abbruch                                  | |
| 341       | 1641       | 1276             | 1900    | 1931          | Abbruch                                  | |
| 342       | 1642       | 1277             | 1900    | 1925          | Abbruch                                  | |
| 343       | 1643       | 1320             | 1900    | 1925          | Abbruch                                  | |
| 344       | 1644       | 1321             | 1900    | 1925          | Abbruch                                  | |
| 345       | 1645       | 1322             | 1900    | 1935          | Abbruch                                  | |
| 346       | 1646       | 1323             | 1900    | 1926          | Abbruch                                  | |
| 347       | 1647       | 1324             | 1900    | 1933          | Abbruch                                  | |
| 348       | 1648       | 1325             | 1900    | 1925          | Abbruch                                  | |
| 349       | 1649       | 1343             | 1901    | 1926          | Abbruch                                  | |
| 350       | 1650       | 1344             | 1901    | 1925          | Abbruch                                  | |
| 351       | 1651       | 1345             | 1901    | 1925          | Abbruch                                  | |
| 352       | 1652       | 1346             | 1901    | 1925          | Abbruch                                  | |
| 353       | 1653       | 1347             | 1901    | 1935          | Abbruch                                  | |
| 354       | 1654       | 1348             | 1901    | 1925          | Abbruch                                  | |
| 355       | 1655       | 1349             | 1901    | 1925          | Abbruch                                  | |
| 356       | 1656       | 1350             | 1901    | 1925          | Abbruch                                  | |
| 357       | 1657       | 1351             | 1901    | 1926          | Abbruch                                  | |
| 358       | 1658       | 1352             | 1901    | 1926          | Abbruch                                  | |
| 359       | 1659       | 1353             | 1901    | 1926          | Abbruch                                  | |
| 360       | 1660       | 1354             | 1901    | 1932          | Abbruch                                  | |
| 361       | 1661       | 1416             | 1902    | 1928          | Abbruch                                  | |
| 362       | 1662       | 1417             | 1902    | 1925          | Abbruch                                  | |
| 363       | 1663       | 1418             | 1902    | 1925          | Abbruch                                  | |
| 364       | 1664       | 1419             | 1902    | 1926          | Abbruch                                  | |
| 365       | 1665       | 1420             | 1902    | 1925          | Abbruch                                  | - Nachträglicher Einbau einer Regulierbremse |
| 366       | 1666       | 1446             | 1902    | 1928          | Abbruch                                  | |
| 367       | 1667       | 1447             | 1902    | 1925          | Abbruch                                  | |
| 368       | 1668       | 1448             | 1902    | 1935          | Abbruch                                  | |
| 369       | 1669       | 1449             | 1902    | 1928          | Abbruch                                  | |
| 370       | 1670       | 1450             | 1902    | 1928          | Abbruch                                  | |
| 371       | 1671       | 1451             | 1902    | 1926          | Abbruch                                  | |
| 372       | 1672       | 1452             | 1902    | 1926          | Abbruch                                  | |
| 373       | 1673       | 1453             | 1902    | 1928          | Abbruch                                  | |
| 374       | 1674       | 1454             | 1902    | 1926          | Abbruch                                  | |
| 375       | 1675       | 1455             | 1902    | 1925          | Abbruch                                  | |

## Nachbaulokomotiven SBB B 3/4 1676–1747

### Geschichte
Zur Betriebsübernahme 1902/1903 sahen sich die Schweizerischen Bundesbahnen gezwungen, den Lokomotivbestand tiefgreifend zu erneuern und zu ergänzen. Zu den leistungsfähigsten Lokomotiven gehörten die gut 170 Stück 3/4 gekuppelten Lokomotiven des Typs Mogul. Nur etwa die Hälfte dieser Loks wies ein Adhäsionsgewicht von 45 t auf – mit unter die 75 Exemplare der JS B 3/4. Um den Rückstand an Lokomotiven generell aufzuholen, gaben die SBB bei der SLM Nachlieferungen der von den SCB, NOB und JS letztgebauten und leistungsstärksten Lokomotiven in Auftrag. Bei der JS waren dies Lokomotiven des Typs Ec 3/4, sowie B 3/4 (hiervon handelt dieser Artikel) und A 3/5.
Die 72 nachgebauten B 3/4 erhielten bei den SBB die fortlaufende Nummerierung 1676–1747 und wurden zwischen 1902 und 1907 gebaut.
Des Weiteren beauftragten die SBB die SLM zur Ausarbeitung leistungsfähigerer Lokomotiven unter Einbezug des erhöhten Achsdrucks, der Vermehrung der Kuppelachsen und der Anwendung des drei- und vierzylindrigen Verbundsystems, sowie ab 1905 Heissdampflokomotiven in Zwillings- und Verbundmaschinen. Die B 3/4 1601–1675, respektive die 1675–1747 dienten so gleichzeitig als Vorlage für die späteren Schlepptenderloks B 3/4 1301–1369 mit Heissdampf-Zwillingsmaschinen.

### Konstruktion
Grundsätzlich sind die Lokomotiven der Serie 1676–1747 identisch mit der JS-Version. Im Verlauf der Bestellung, respektive des Lokbaus an sich, kam es laufend zu leichten Modifizierungen. Die Maschinen 1726–1747 erhielten ab Werk ein Hilfsregulatorventil, welches das Schleudern der Maschine beim Anfahren verminderte. Das Ventil leitete Frischdampf auf die beiden Niederdruck-Aussenzylinder, welches die Leistung derer erhöhte und durch Gegendruck auf den Hockdruck-Innenzylinder hemmte. Ab die Lokomotiven 1691-1747 erhielten ab Werk einen SBB-Schlepptender mit 16 m3 Wasservorrat und einer seitlich angebrachten Wasserstandsanzeige. Selbige Lokomotiven erhielten ab Anfang eine Regulierbremse, die ebenfalls bei der Lok Nr. 1665 eingebaut wurde.
Ab der Lok Nr. 1718 (SLM-Fabriknummer 1626) kam ein zum Tender hin verlängertes Kabinendach zur Anwendung. Die Frontfenster wurden neu oval statt rechteckig ausgeführt. Dies verlieh der Lokomotive ein SBB-typisches Aussehen. Ab der Lok Nr. 1726 (SLM-Fabriknummer 1764) gelangte ein erhöhtes und markant bombiertes Dach mit einer geänderten Dachlüftung zur Ausführung. Die bereits zuvor angewendete Dachverlängerung und die oval geformten Frontfenster wurde beibehalten. Diese Version der Führerkabine mit starker Dachwölbung, jedoch ohne Dachverlängerung, wurde bereits 1905 bei den Prototyplokomotiven B 3/4 1301–1302 (SLM-Fabriknummern 1634 und 1635) angewendet und kam anschliessend bei deren Serienausführung zur Anwendung.
Gegenüber den JS-Maschinen, trugen alle SBB-Maschinen die obere Spitzenlaterne mittig auf der Rauchkammertür. Die Loknummer wurde am Tender neu hinten statt seitlich am Tender angebracht.

### Einsatz
Die Lokomotiven B 3/4 1676–1747 kamen zusammen mit den JS-Vorläufern B 3/4 1601–1675 in allen SBB-Kreisen zum Einsatz. Siehe auch #JS A3T 301–375, später SBB B 3/4 1601–1675.

### Verbleib
Die nachbestellten Lokomotiven 1676–1747 erlitten dasselbe Schicksal wie ihre JS-Vorläufer. Nach einer identischen Laufzeit wurden die Loks aus dem Betrieb genommen und ausrangiert. Die Lokomotiven 1695, 1721 und 1729, welche zusammen mit den JS-Maschinen 1608 und 1617 bis 1945 bei den SBB als Kriegsreserve verblieben, gelangten nach Ende des Zweiten Weltkriegs zusammen in die Niederlande.

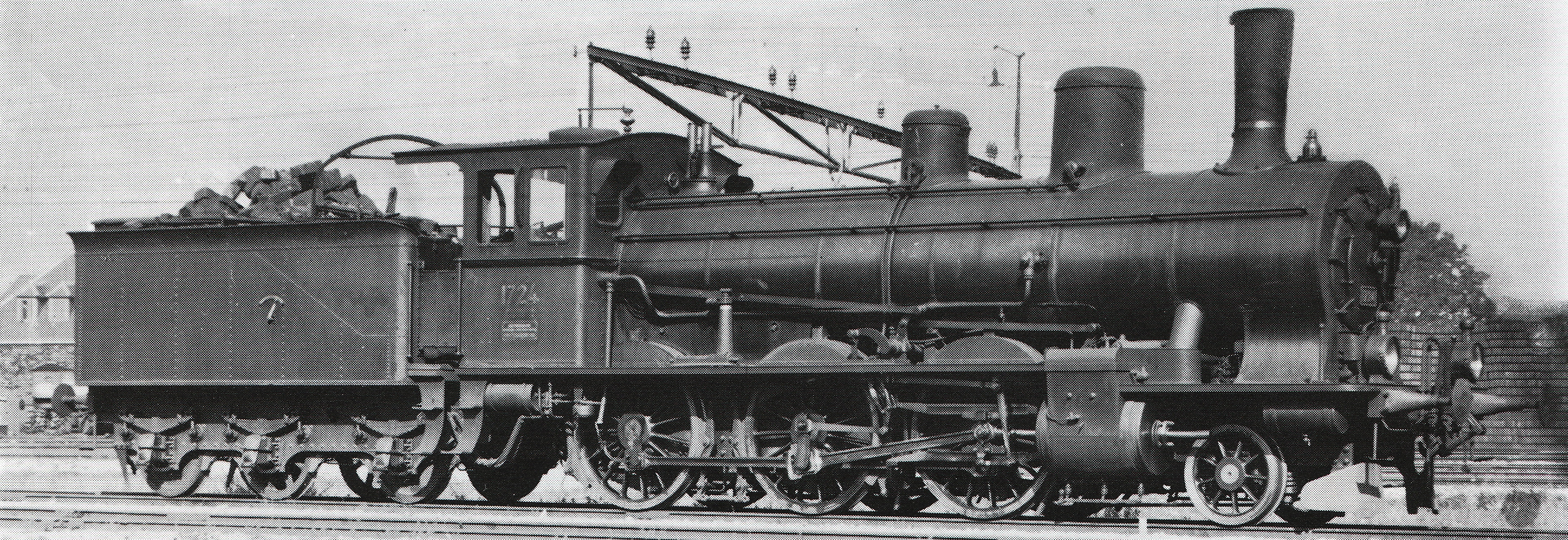
Dampflokomotive B 3/4 Nr. 1724

 Wie viele andere Lokomotiven derselben Serie, wurde die Nr. 1736 im Jahre 1928 aus dem Betrieb gezogen. Sie wurde zur Reinigung der Fahrleitungstragwerke hergerichtet und erhielt als Xdm4 99658 bis 1930 ein letztes Betätigungsfeld. Anschliessend erfolgte der Abbruch dieser Lok. Zu diesem Spritzzug gehörten nebst dem bereits erwähnten Motorspritzwagen die ehemaligen Tender der Loks 1736 und 731, immatrikuliert als X3 99659 und X4 99660. Dass eine Ausrangierung nicht definitiv ist, zeigt das Beispiel der 1929 ausrangierten B 3/4 Nr. 1689. Diese Lok wurde im Jahr darauf noch einmal revidiert und ersetzte bis 1935 eine andere Maschine aus dem Bestand der B 3/4. Eine nicht weiter erfasste Zahl an Tender der B 3/4 1601–1747 wurden als Unkrautvertilgungswagen, Tankwagen oder Schlackenwagen weiterverwendet. Alle übrigen Lokomotiven wurden nach ihrer Ausrangierung verschrottet.
| SBB-Nummer | SLM-Fabriknummer | Baujahr | Ausrangierung | Verbleib                                 | Bemerkungen |
| ---------- | ---------------- | ------- | ------------- | ---------------------------------------- | --- |
| 1676       | 1497             | 1903    | 1928          | Abbruch                                  | |
| 1677       | 1498             | 1903    | 1935          | Abbruch                                  | |
| 1678       | 1499             | 1903    | 1925          | Abbruch                                  | |
| 1679       | 1500             | 1903    | 1932          | Abbruch                                  | |
| 1680       | 1501             | 1903    | 1938          | Abbruch                                  | |
| 1681       | 1502             | 1903    | 1925          | Abbruch                                  | |
| 1682       | 1503             | 1903    | 1931          | Abbruch                                  | |
| 1683       | 1504             | 1903    | 1925          | Abbruch                                  | |
| 1684       | 1517             | 1903    | 1929          | Abbruch                                  | |
| 1685       | 1518             | 1903    | 1933          | Abbruch                                  | |
| 1686       | 1519             | 1903    | 1926          | Abbruch                                  | |
| 1687       | 1520             | 1903    | 1925          | Abbruch                                  | |
| 1688       | 1521             | 1903    | 1925          | Abbruch                                  | |
| 1689       | 1522             | 1903    | 1929/35       | Abbruch                                  | - Erste Ausrangierung 1929, 1930 revidiert - 1935 definitive Ausrangierung                                                                |
| 1690       | 1523             | 1903    | 1925          | Abbruch                                  | |
| 1691       | 1526             | 1903    | 1929          | Abbruch                                  | - Ab Nr. 1691 wird der grössere SBB-Tender mitgeliefert                                                                                   |
| 1692       | 1527             | 1903    | 1926          | Abbruch                                  | |
| 1693       | 1528             | 1903    | 1933          | Abbruch                                  | |
| 1694       | 1529             | 1903    | 1935          | Abbruch                                  | |
| 1695       | 1530             | 1903    | 1945          | Verkauf in die Niederlande, dort NS 3003 | - Kriegsreserve der SBB bis Ende des Zweiten Weltkrieges                                                                                  |
| 1696       | 1541             | 1903    | 1928          | Abbruch                                  | |
| 1697       | 1542             | 1903    | 1928          | Abbruch                                  | |
| 1698       | 1543             | 1903    | 1927          | Abbruch                                  | |
| 1699       | 1544             | 1903    | 1928          | Abbruch                                  | |
| 1700       | 1545             | 1903    | 1928          | Abbruch                                  | |
| 1701       | 1575             | 1904    | 1928          | Abbruch                                  | |
| 1702       | 1576             | 1904    | 1932          | Abbruch                                  | |
| 1703       | 1577             | 1904    | 1928          | Abbruch                                  | |
| 1704       | 1578             | 1904    | 1935          | Abbruch                                  | |
| 1705       | 1579             | 1904    | 1928          | Abbruch                                  | |
| 1706       | 1580             | 1904    | 1931          | Abbruch                                  | |
| 1707       | 1581             | 1904    | 1929          | Abbruch                                  | |
| 1708       | 1589             | 1904    | 1938          | Abbruch                                  | |
| 1709       | 1590             | 1904    | 1932          | Abbruch                                  | |
| 1710       | 1591             | 1904    | 1929          | Abbruch                                  | |
| 1711       | 1592             | 1904    | 1929          | Abbruch                                  | |
| 1712       | 1593             | 1904    | 1926          | Abbruch                                  | |
| 1713       | 1597             | 1904    | 1925          | Abbruch                                  | |
| 1714       | 1598             | 1904    | 1928          | Abbruch                                  | |
| 1715       | 1599             | 1904    | 1928          | Abbruch                                  | |
| 1716       | 1600             | 1904    | 1928          | Abbruch                                  | |
| 1717       | 1601             | 1904    | 1926          | Abbruch                                  | |
| 1718       | 1626             | 1905    | 1927          | Abbruch                                  | - Ab Nr. 1718 wird ein verlängertes Dach gebaut - Neu sind die Frontfenster oval ausgebildet                                              |
| 1719       | 1627             | 1905    | 1929          | Abbruch                                  | |
| 1720       | 1628             | 1905    | 1935          | Abbruch                                  | |
| 1721       | 1629             | 1905    | 1945          | Verkauf in die Niederlande, dort NS 3004 | - Kriegsreserve der SBB bis Ende des Zweiten Weltkrieges                                                                                  |
| 1722       | 1630             | 1905    | 1928          | Abbruch                                  | |
| 1723       | 1631             | 1905    | 1926          | Abbruch                                  | |
| 1724       | 1632             | 1905    | 1932          | Abbruch                                  | |
| 1725       | 1633             | 1905    | 1928          | Abbruch                                  | |
| 1726       | 1764             | 1906    | 1933          | Abbruch                                  | - Ab Nr. 1726 serienmässiger Einbau eines Hilfsregulatorventils, - Erhöhtes und stark gewölbtes Führerhausdach, - Geänderte Dachbelüftung |
| 1727       | 1765             | 1906    | 1928          | Abbruch                                  | |
| 1728       | 1766             | 1906    | 1928          | Abbruch                                  | |
| 1729       | 1767             | 1906    | 1945          | Verkauf in die Niederlande, dort NS 3005 | - Kriegsreserve der SBB bis Ende des Zweiten Weltkrieges                                                                                  |
| 1730       | 1768             | 1906    | 1928          | Abbruch                                  | |
| 1731       | 1769             | 1906    | 1929          | Abbruch                                  | |
| 1732       | 1770             | 1906    | 1930          | Abbruch                                  | |
| 1733       | 1771             | 1906    | 1926          | Abbruch                                  | |
| 1734       | 1772             | 1906    | 1930          | Abbruch                                  | |
| 1735       | 1773             | 1906    | 1928          | Abbruch                                  | |
| 1736       | 1776             | 1906    | 1928          | Weiterverwendung als Xdm4 99658          | - Motorspritzwagen zur Reinigung der Fahrleitungstragwerke - 1930 Ausrangierung und Abbruch                                               |
| 1737       | 1777             | 1906    | 1925          | Abbruch                                  | |
| 1738       | 1778             | 1906    | 1928          | Abbruch                                  | |
| 1739       | 1779             | 1906    | 1926          | Abbruch                                  | |
| 1740       | 1780             | 1906    | 1932          | Abbruch                                  | |
| 1741       | 1781             | 1906    | 1928          | Abbruch                                  | |
| 1742       | 1782             | 1907    | 1929          | Abbruch                                  | |
| 1743       | 1783             | 1907    | 1928          | Abbruch                                  | |
| 1744       | 1784             | 1907    | 1933          | Abbruch                                  | |
| 1745       | 1785             | 1907    | 1928          | Abbruch                                  | |
| 1746       | 1786             | 1907    | 1928          | Abbruch                                  | |
| 1747       | 1787             | 1907    | 1926          | Abbruch                                  | |

## Umbauten an den B 3/4 1601–1747
Im Laufe der Zeit erfuhren die Lokomotiven der JS- und der SBB-Serie kleinere Anpassungen.
Insgesamt erhielten 45 Lokomotiven einen Langer'schen Rauchverbrenner und 8 Lokomotiven einen vereinfachten SBB-Rauchverbrenner. Die Lokomotiven mit dem Langer'schen Rauchverbrenner wurden am Kamin mit einem doppelten und die Lokomotiven mit dem SBB-Rauchverbrenner mit einem Messingring gekennzeichnet. Die JS-Lok 1665 erhielt, zusammen mit den SBB-Loks 1691–1747, zusätzlich zur Westinghousebremse eine Regulierbremse eingebaut. Die stahlblaue Kesselverkleidung verschwand bis ca. 1920 und die Lokomotiven wurden einheitlich in schwarz gehalten. Die Lok 1729 erhielt 1924 versuchsweise einen Abdampf-Injektor. Am Führerhaus kam es zu kleineren Modifikationen. So wurden Windschutzgläser für das Lokpersonal zwischen den seitlichen Fenstern des Führerhauses angebracht und das Dach teilweise zum Schlepptender hin verlängert. Die seitlich am Führerhaus angebrachte Ziffer der Kreiszugehörigkeit verschwand mit dem Zusammenlegen der SBB Kreise II und V sowie III und IV. Das am Kamin angebrachte Nummernschild wurde, wie bei allen anderen SBB-Lokomotiven ausser der Brünigbahn, um 1917/1918 an die Rauchkammertür herabgesetzt. Mit der einsetzenden Elektrifikation des SBB-Netzes wurde auf dem Tender ab 1919 ein Schutzbügel gegen die Gefahren des elektrischen Betriebs aufgebaut.
Alle 147 Lokomotiven blieben zeitlebens Nassdampflokomotiven. Der Heissdampf kam erstmals mit den beiden SBB-Protoyplokomotiven B 3/4 1301–1302 in Verbindung. Die B 3/4 Serie 1601–1747 diente hierfür als Vorbild in Sachen Abmessungen.
Bekannt sind die Bilder aus den Jahren 1916 bis 1920. Während dieser Zeit herrschte kriegsbedingte Kohlennot. Deshalb wurden die Lokomotiven B 3/4 für Holzfeuerung umgebaut. Dazu gehörte unter anderem ein Funkenschutzaufsatz am Kamin und eine Holzladebegrenzung auf dem Tender.

## NS Baureihe 3000

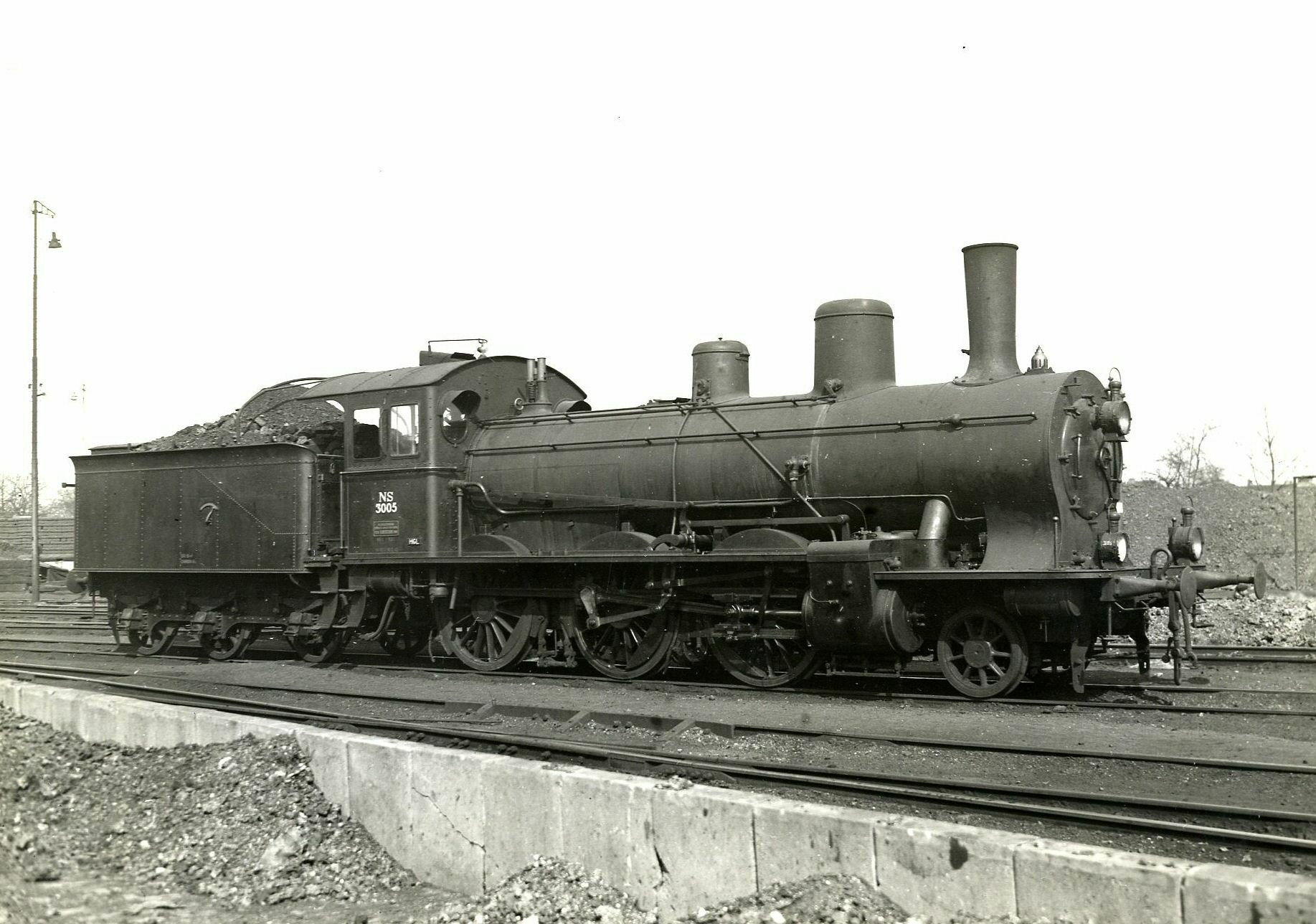
Typenbild der NS 3005 in Hengelo

Nach Ende des Zweiten Weltkriegs profitierte die stark gebeutelte Niederländische Staatsbahn NS vom Kauf Schweizer Occationslokomotiven. Die Lokomotiven 1608, 1617, 1695 sowie 1721 und 1729 gelangten zusammen mit 22 Lokomotiven des Typs A 3/5, acht JS Ec 3/4, fünf Rangierlokomotiven des Typs E 3/3 vormals SCB und zwei vormals JS zwischen 1945 und 1946 in die Niederlande. Die Überstellung von der Schweiz in die Niederlande erfolgte mit mehreren Konvois. Insgesamt bezahlte die NS für die 22 grossen Schnellzugslokomotiven A 3/5 CHF 1'650'000.- und für die 20 kleineren Personenzug- und Rangierlokomotiven CHF 985'000.-; ein stattlicher Preis für die 20 bis 40 Jahre alten Triebfahrzeuge.
Bei den NS erhielten die fünf B 3/4 die Nummern 3001–3005 in 2. Besetzung. Ihr neues Einsatzgebiet war das Führen von Güterzügen ab den Depots Hengelo, Amersfoort sowie Arnheim und Nimwegen. Die Maschinen Nrn. 3002 und 3005 wurden bereits nach nur zwei Dienstjahren ausrangiert, die übrigen drei Maschinen 3001, 3003 und 3004 folgten nach insgesamt drei, respektive vier Dienstjahren. Im Anschluss an die Ausrangierung erfolgte der Abbruch der fünf ehemaligen B 3/4. Die sehr kurze Einsatzzeit ist darauf zurückzuführen, dass das Lokpersonal mit Verbundtriebwerken zu wenig vertraut war. Verbundtriebwerke sind und waren im NS-Lokomotivbestand mit Ausnahme der verkauften Schweizer Kriegsreservelokomotiven nie vorhanden. Vor allem die Dreizylinder-Verbundmaschinen lösten keinerlei Freude beim niederländischen Personal aus.
| SLM-Fabriknummer | Baujahr | JS-Nummer | SBB-Nummer | NS-Nummer | Inbetriebnahme bei NS | Ausrangierung bei NS | Verbleib |
| ---------------- | ------- | --------- | ---------- | --------- | --------------------- | -------------------- | -------- |
| 1096             | 1898    | 308       | 1608       | 3001      | 1946                  | 1949                 | Abbruch  |
| 1172             | 1899    | 317       | 1617       | 3002      | 1946                  | 1948                 | Abbruch  |
| 1530             | 1903    |           | 1695       | 3003      | 1945                  | 1948                 | Abbruch  |
| 1629             | 1905    |           | 1721       | 3004      | 1945                  | 1949                 | Abbruch  |
| 1767             | 1906    |           | 1729       | 3005      | 1945                  | 1947                 | Abbruch  |